# Heinrich Kompe
Heinrich Kompe (* 16. April 1817 in Wetter im Landkreis Marburg-Biedenkopf; † 30. Mai 1897 in Zürich) war Mitglied der kurhessischen Ständeversammlung.

## Leben
Heinrich Kompe wurde als Sohn des Rentmeisters Willi Kompe und dessen Ehefrau Henriette Jung geboren.
Er war als Rechtspraktikant beim Justizamt Wetter tätig und erhielt 1848 für den Wahlkreis Frankenberg-Land ein Mandat für die kurhessische Ständeversammlung, die nach den Unruhen im Jahre 1831 zum Zweck der Beratung und Verabschiedung einer Verfassung gebildet wurde und bis 1866 Bestand hatte, als das Land Hessen durch Preußen annektiert wurde.
Kompe blieb bis 1850 in dem Parlament und gehörte zur demokratischen Partei. 